# Datowanie metodą uranowo-torową

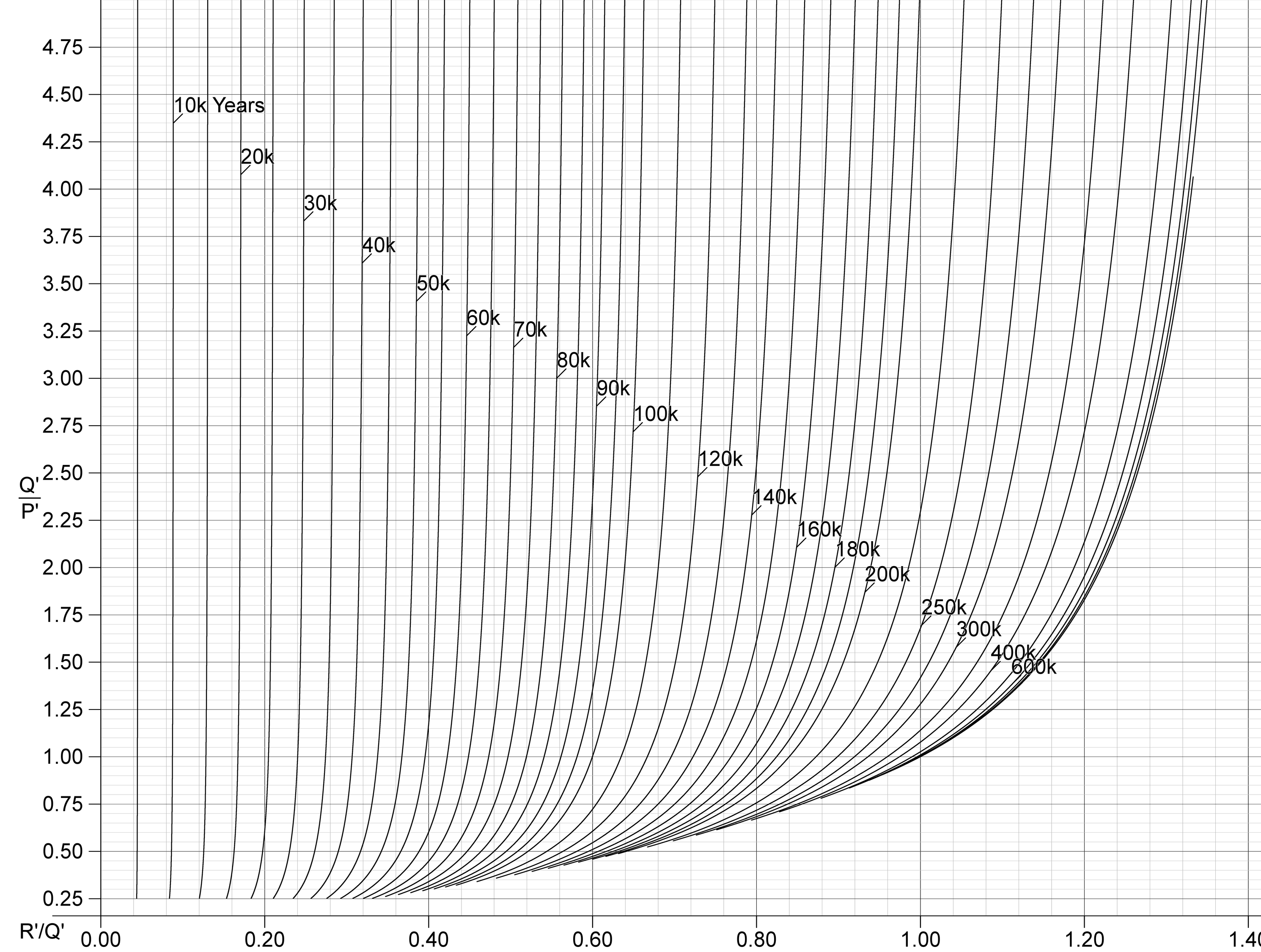
Teoretyczna zależność Q′/P′ = 234U/238U, od R′/Q′ = 230Th/234U dla różnego czasu próbki.

Metoda uranowo-torowa – metoda datowania bezwzględnego dla przedziału chronologicznego od 1 tys. do 300–350 tys. lat temu. Opiera się na rozpadzie promieniotwórczym izotopów uranu i toru.
Metodę tę można stosować w datowaniu:
- skał bogatych w węglan wapnia
- nacieków jaskiniowych i raf koralowych
- zębów
- dzięki nowym technikom badawczym służy do datowania kości kopalnych
- próbuje się także datować nią torf

Metoda wykorzystuje rozpad dwóch izotopów uranu na pierwiastki pochodne: tor (230Th) i protaktyn, które ostatecznie rozpadają się w izotopy ołowiu (Pb).
W przeciwieństwie do związków uranu, związki toru i protaktynu nie rozpuszczają się w wodzie. Tak więc uran wraz z wodą pobierany jest przez żyjące organizmy, a następnie gromadzi się w skorupkach i rafach koralowych, i od tego momentu zaczyna się gromadzenie produktów rozpadu promieniotwórczego (toru) w skałach.
Czas istnienia skał oblicza się mierząc stosunek ilości toru-230 do uranu-234. Czas połowicznego rozpadu 230Th wynosi ok. 75 tys. lat, a 234U – ok. 245 tys. lat. Bezpośrednio po utworzeniu skały nie ma w niej toru, powstaje on w wyniku rozpadu uranu, ale tor także rozpada się i po czasie równym kilka czasów połowicznego rozpadu stosunek ilości toru do uranu jest praktycznie stały, co ogranicza maksymalny czas stosowania metody.